# 中正街站
中正街站，原名万寿宫站，位于今南京市白下路东段，是宁省铁路的车站。1909年通车。1931年时，中正街改名白下路。1949年解放后，车站改称白下路站。1958年被拆除。本站距国府站1.8公里，距武定门站1.5公里。
1928年，南京市政府决议拆除此站，1929年6月为商运便利而恢复。

## 车站结构
中正街站有2条站线。